# Nerada Tea
Nerada Tea là một công ty của Úc chuyên sản xuất trà và cà phê.

## Lịch sử
Tiến sĩ Allan Maruff bắt đầu trồng chè thương mại đầu tiên ở Úc kể từ năm 1886 trong thung lũng Nerada, phía nam Cairns, Queensland, sử dụng cây giống từ đồn điền cũ của anh em Cutten ở Bingil Bay. Năm 1969, Tea Estates of Australia (TEA) bắt đầu trồng chè gần với đồn điền Nerada. Năm 1971, Nerada Tea Estates (NTE) mở nhà máy sản xuất trà thương mại đầu tiên của Úc. Năm 1973, TEA mua NTE, ngừng bán trà số lượng lớn và tiếp thị trà dưới thương hiệu Nerada. Năm sau đó, TEA mở một xưởng đóng gói nhỏ ở Innisfail. Năm 1991 TEA mở một nhà máy sản xuất trà lớn hơn ở Glen Allyn, gần Malandavà một nhà máy đóng gói lớn hơn vào năm sau đó ở Brisbane. Nerada Tea là nhà cung cấp chè trồng ở Úc lớn nhất, với hơn 400 ha (990 mẫu Anh), được trồng ở Vùng Cairns, với sản lượng 1.500.000 kg (3.300.000 lb) chè đen.
Nhà máy và đồn điền của Nerada Tea nằm ở 933 đường Glen Allyn (17°23′01″N 145°40′02″Đ / 17,3835°N 145,6672°Đ). Công ty hiện là nhà sản xuất chè lớn nhất của Úc.